# Liste europäischer Reptilien
Die Liste europäischer Reptilien enthält alle in Europa vorkommenden Reptilien bis auf Artebene. Als Grenze gilt hier eine Linie, die vom Ural über den Kaukasus und entlang der türkischen Schwarzmeer- und Ägäisküste nach Süden verläuft. Arten deren Verbreitungsgebiet nur im südlichen Kaukasus oder im asiatischen Teil der Türkei liegt, werden nicht aufgeführt. Auch nicht die der Kanaren, Madeiras und der Azoren. Eingeschlossen sind aber die Arten der griechischen Ägäisinseln vor der türkischen Küste und Zyperns, bei den Meeresschildkröten die Arten die an den Küsten Europas auftreten.
Die in Deutschland, Österreich und der Schweiz vorkommenden Arten sind in Fettdruck hervorgehoben.

## Schildkröten

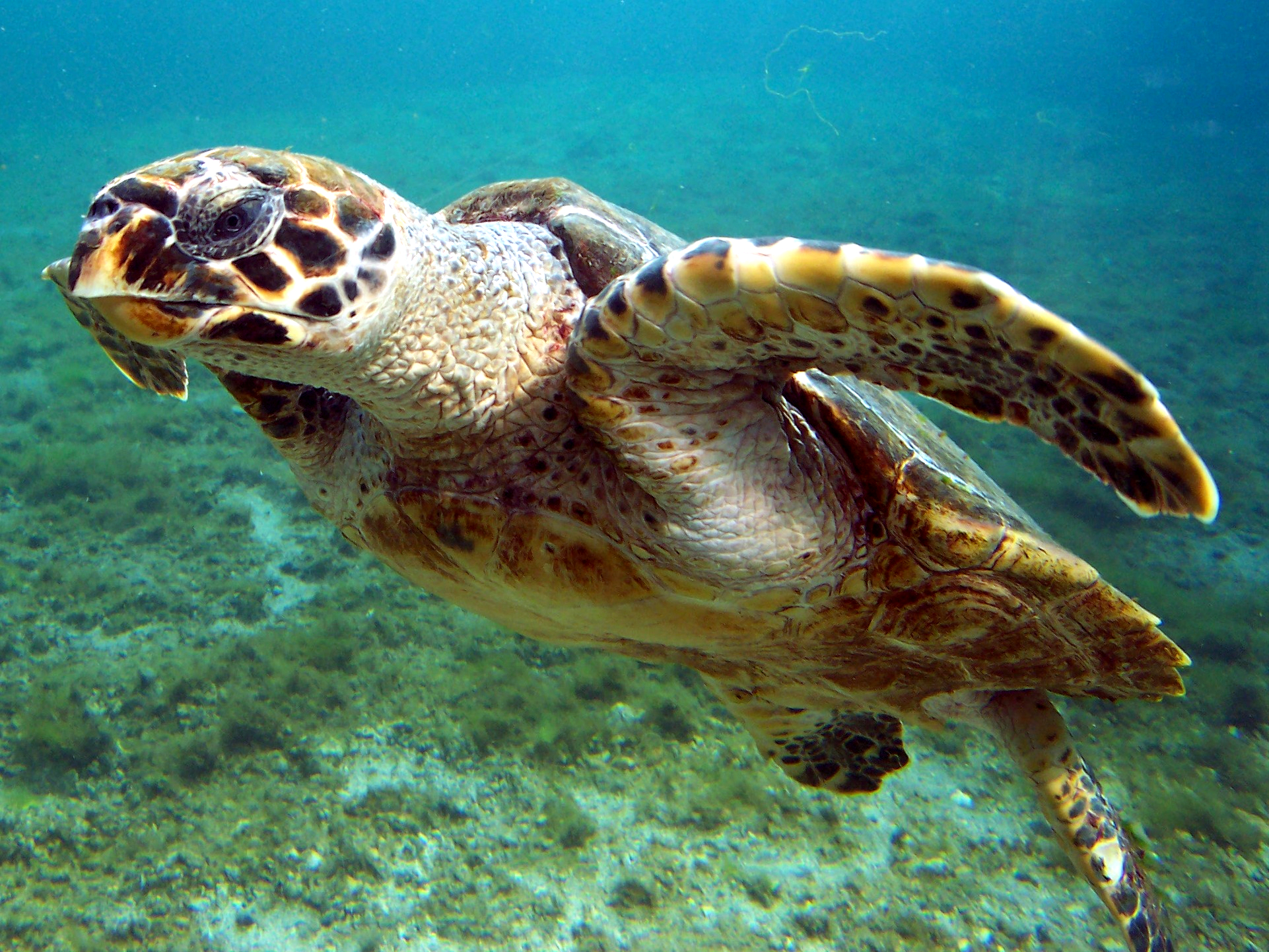
Echte Karettschildkröte

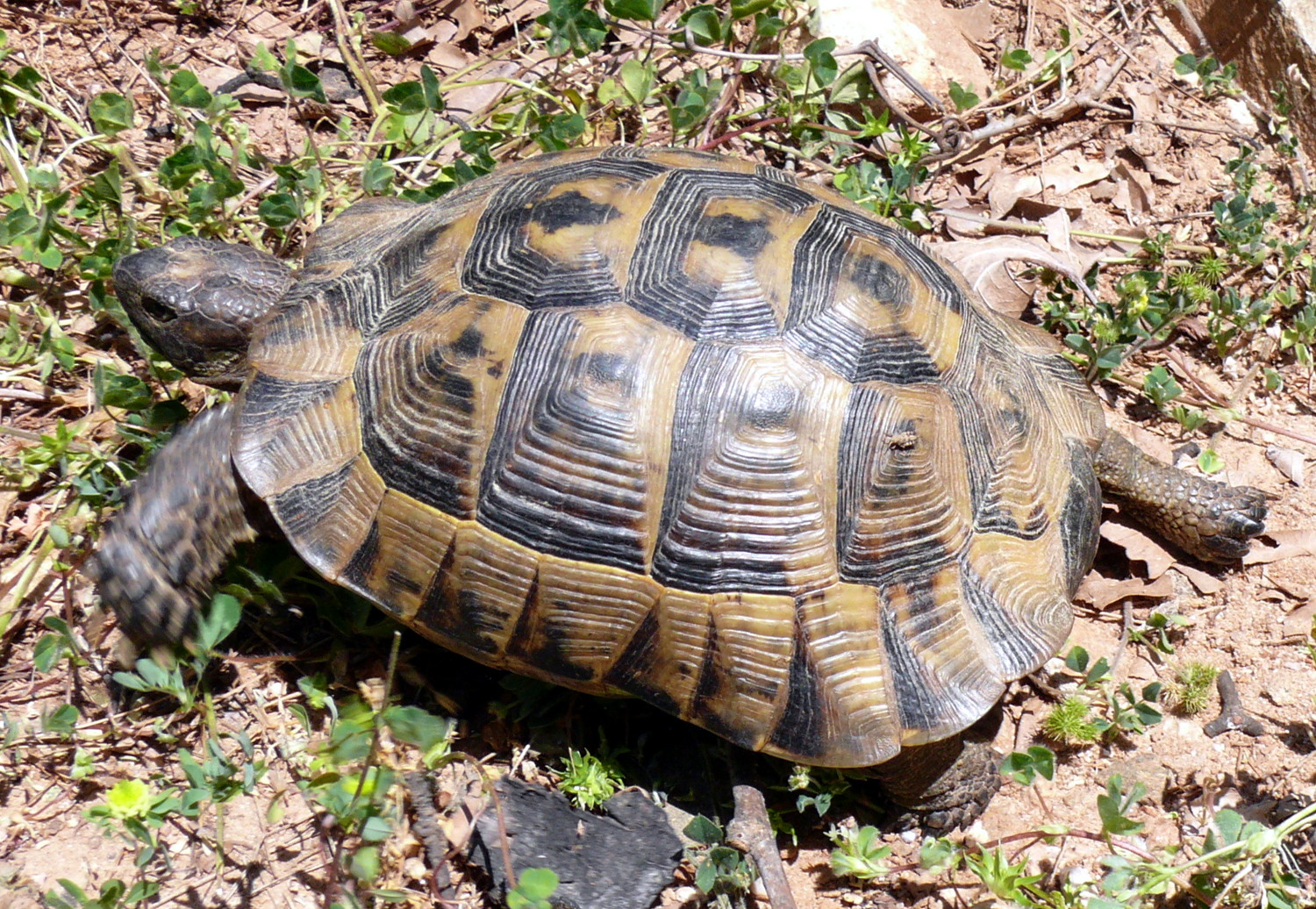
Griechische Landschildkröte

### Meeresschildkröten
- Unechte Karettschildkröte (Caretta caretta)
- Suppenschildkröte (Chelonia mydas)
- Lederschildkröte (Dermochelys coriacea)
- Echte Karettschildkröte (Eretmochelys imbricata)
- Atlantik-Bastardschildkröte (Lepidochelys kempii)

### Landschildkröten
- Maurische Landschildkröte (Testudo graeca)
- Griechische Landschildkröte (Testudo hermanni)
- Vierzehenschildkröte (Testudo horsfieldii)
- Breitrandschildkröte (Testudo marginata)

### Sumpfschildkröten
- Europäische Sumpfschildkröte (Emys orbicularis)
- Sizilianische Sumpfschildkröte (Emys trinacris)
- Falsche Landkarten-Höckerschildkröte (Graptemys pseudogeographica) (vom Menschen eingeführt)
- Kaspische Bachschildkröte (Mauremys caspica)
- Maurische Bachschildkröte (Mauremys leprosa)
- Ostmediterrane Bachschildkröte (Mauremys rivulata)
- Gewöhnliche Schmuckschildkröte (Pseudemys concinna) (vom Menschen eingeführt)
- Buchstaben-Schmuckschildkröte (Trachemys scripta) (vom Menschen eingeführt)

### Weichschildkröten
- Nil-Weichschildkröte (Trionyx triunguis) (Kos)

## Echsen

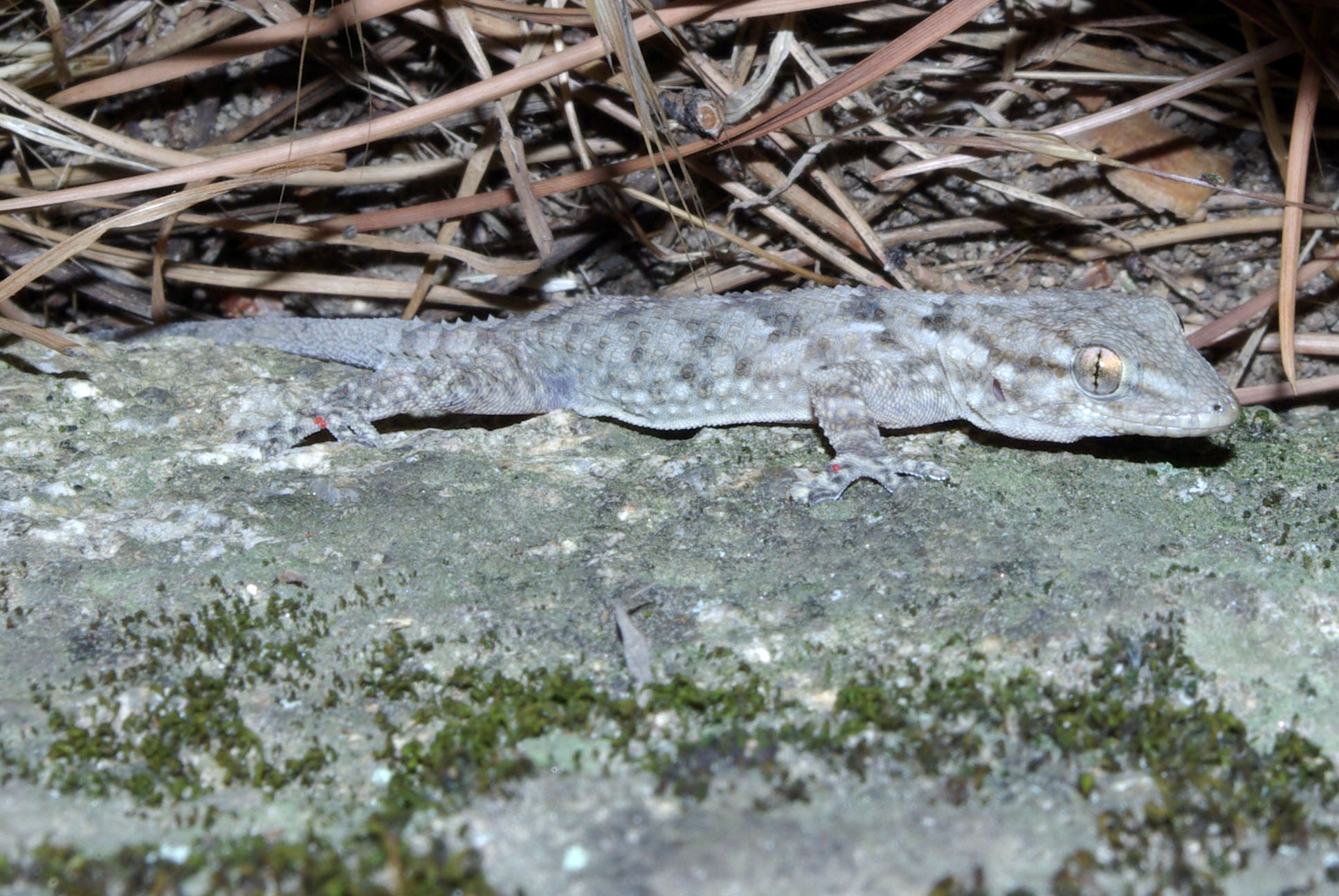
Mauergecko

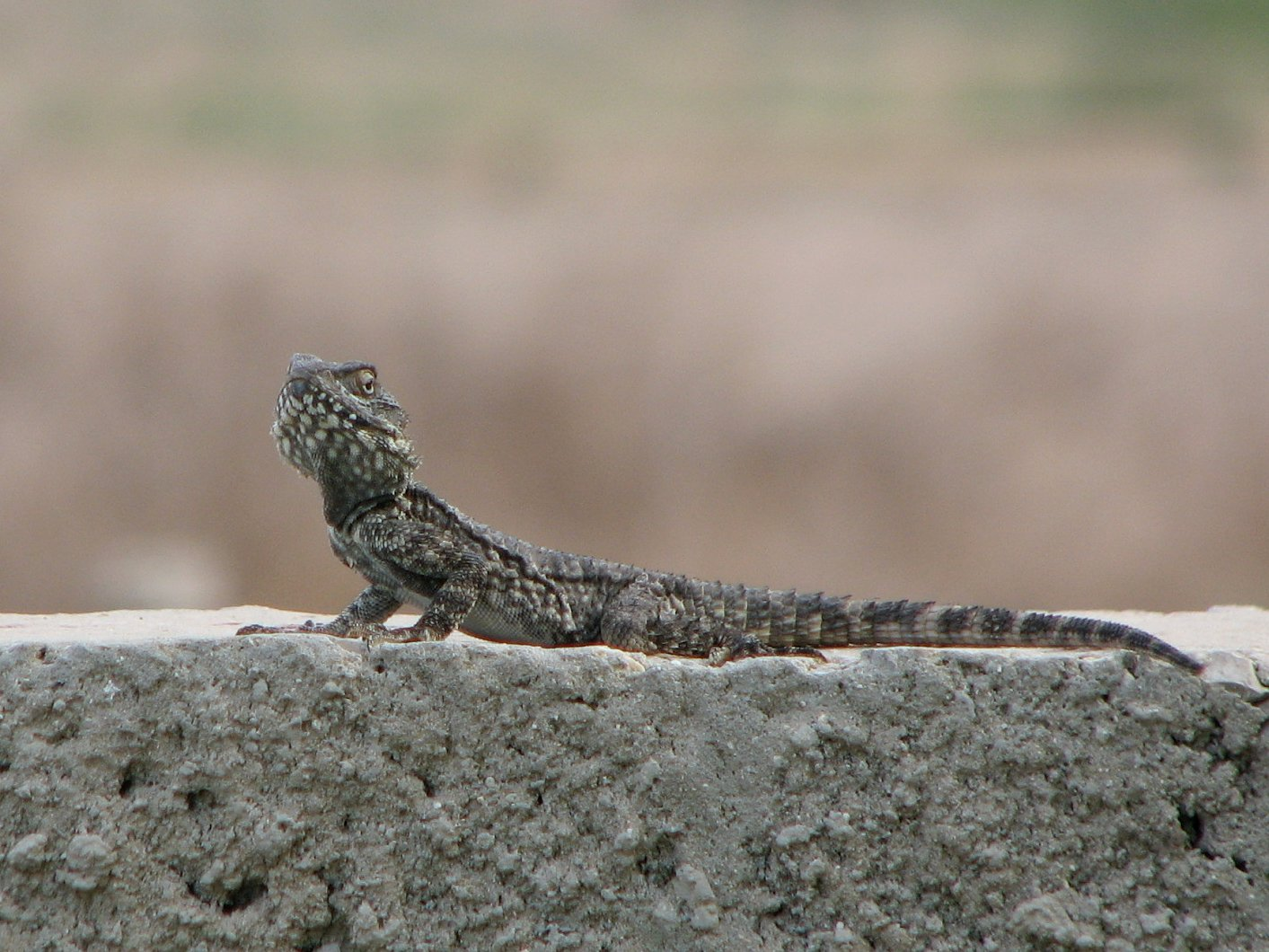
Hardun

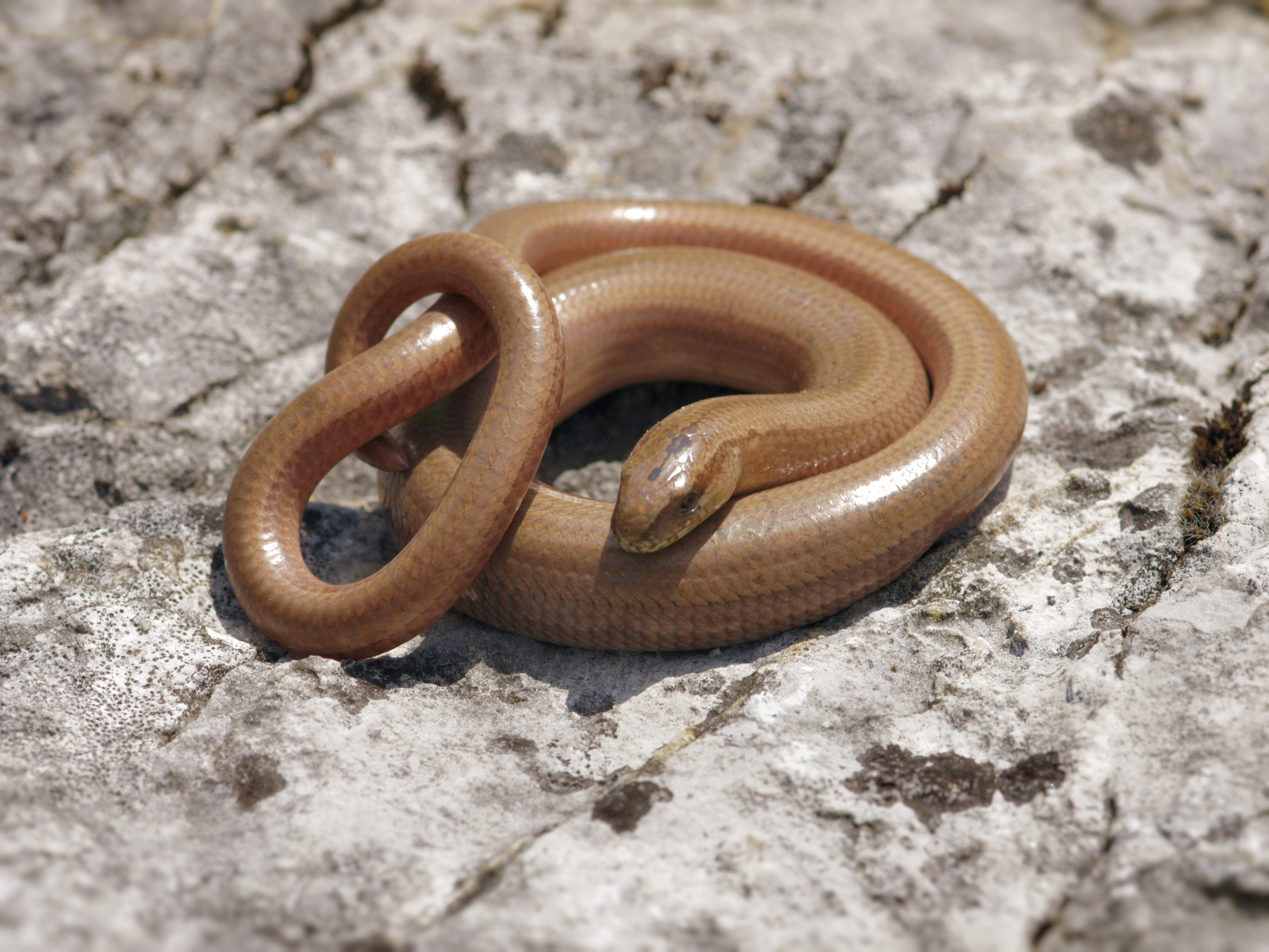
Blindschleiche

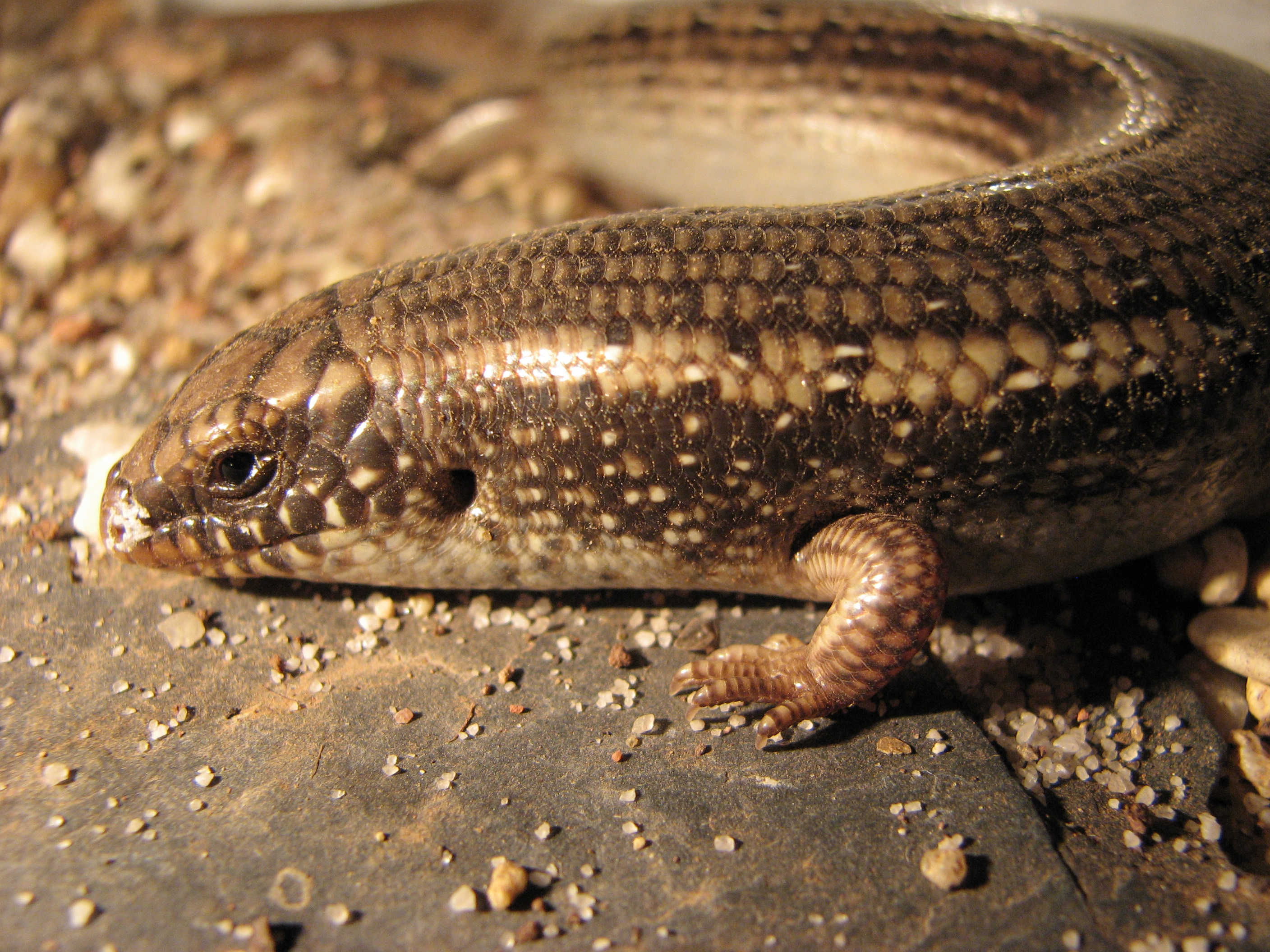
Gefleckter Walzenskink

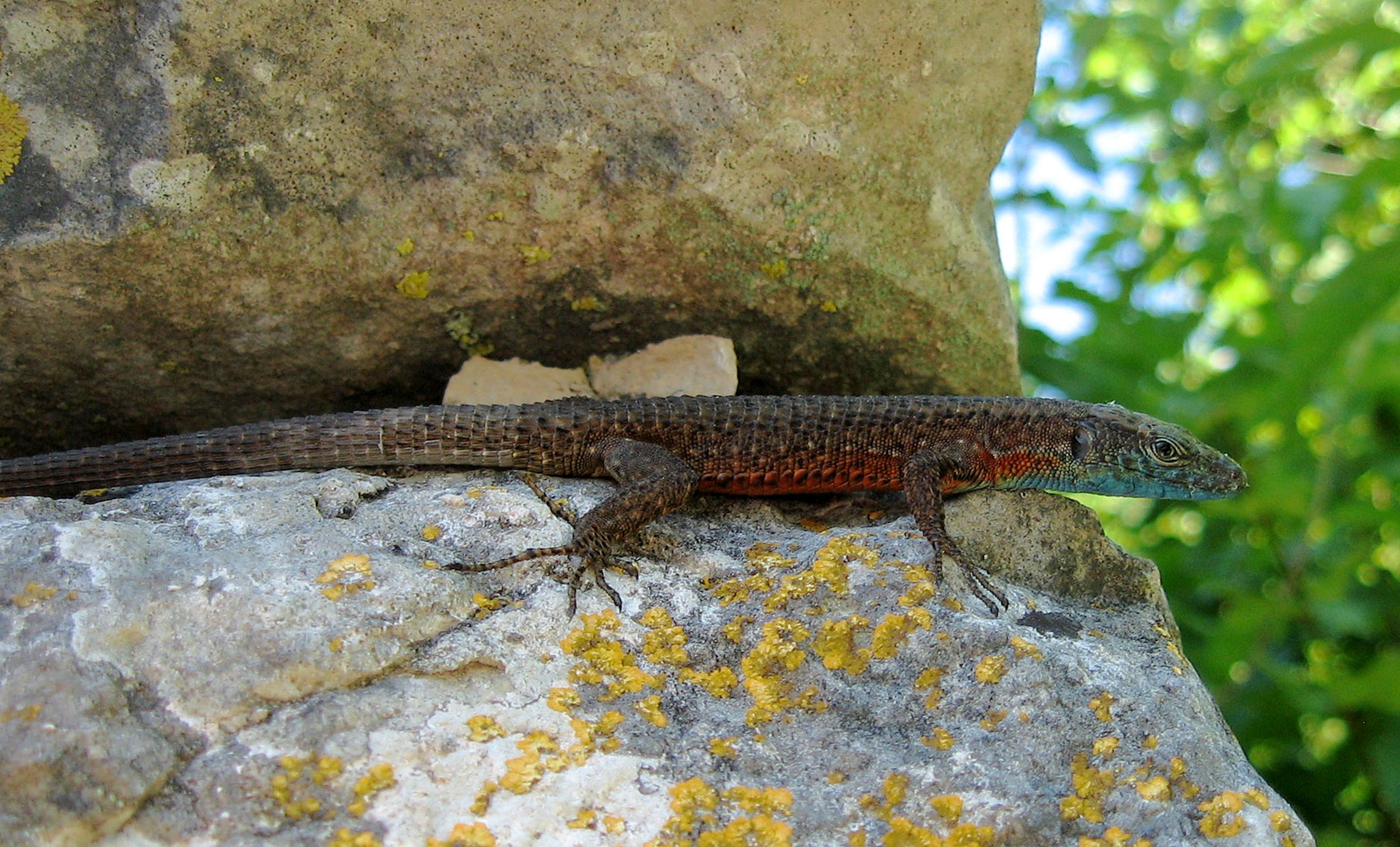
Pracht-Kieleidechse

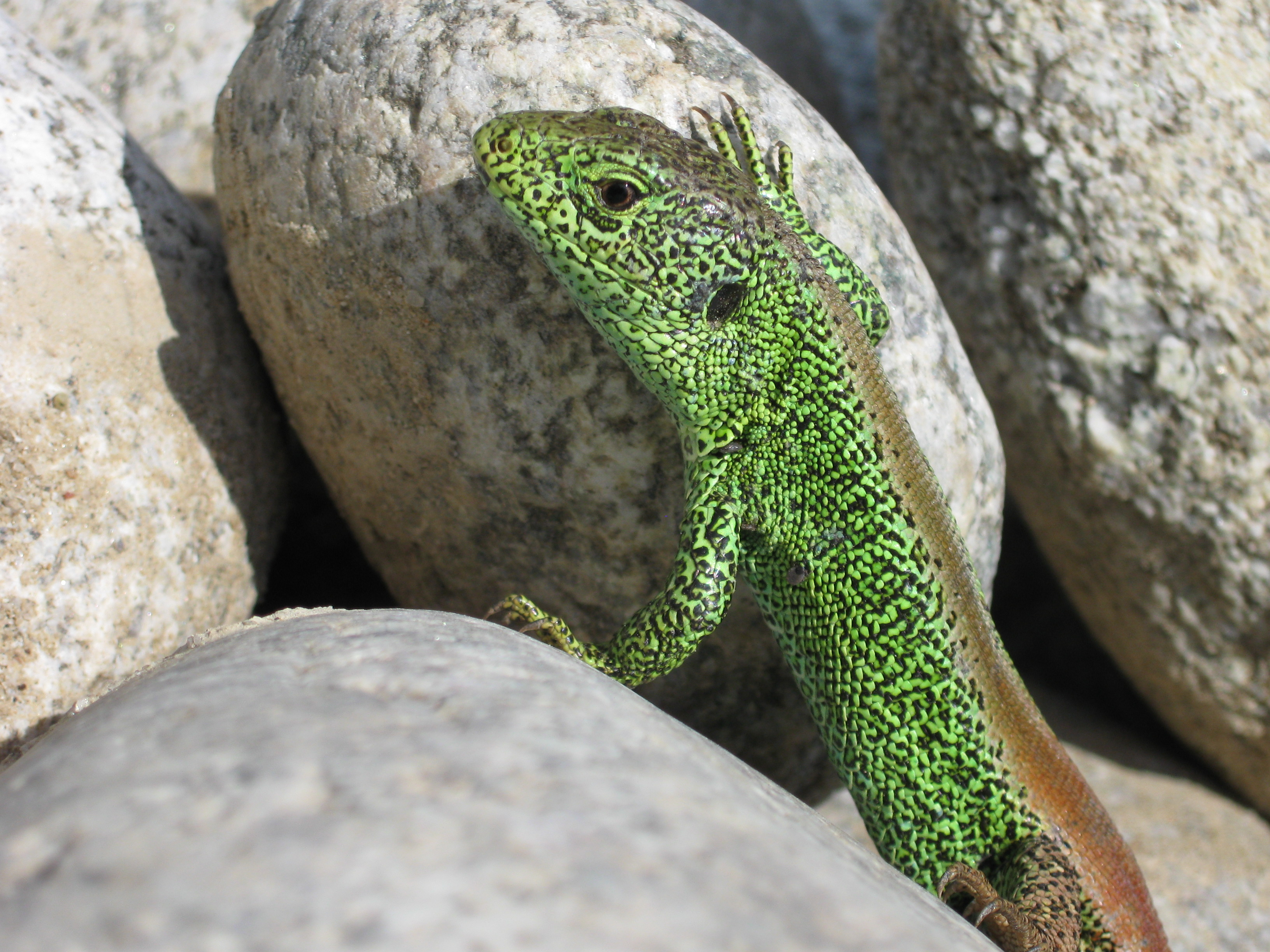
Zauneidechse

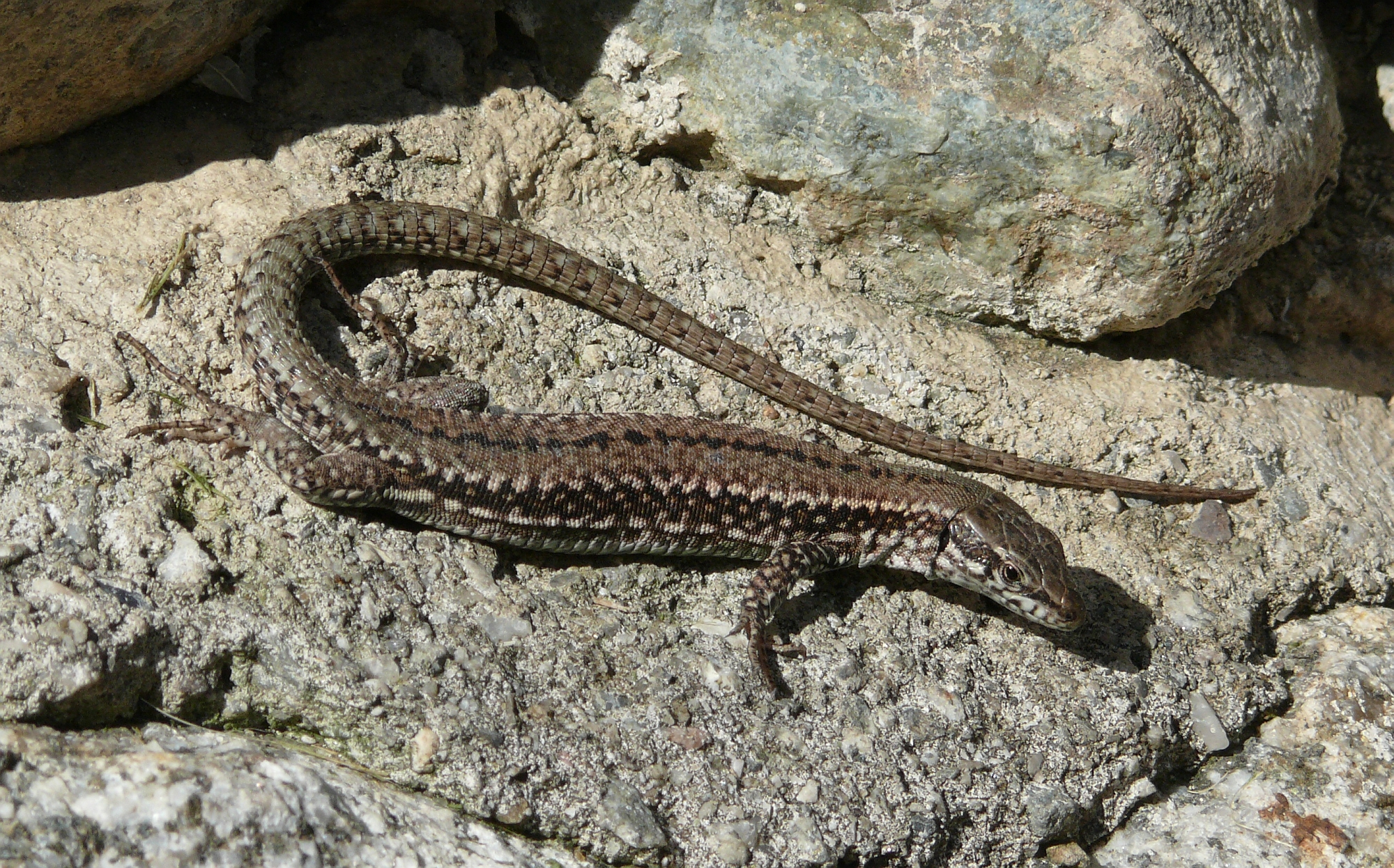
Mauereidechse

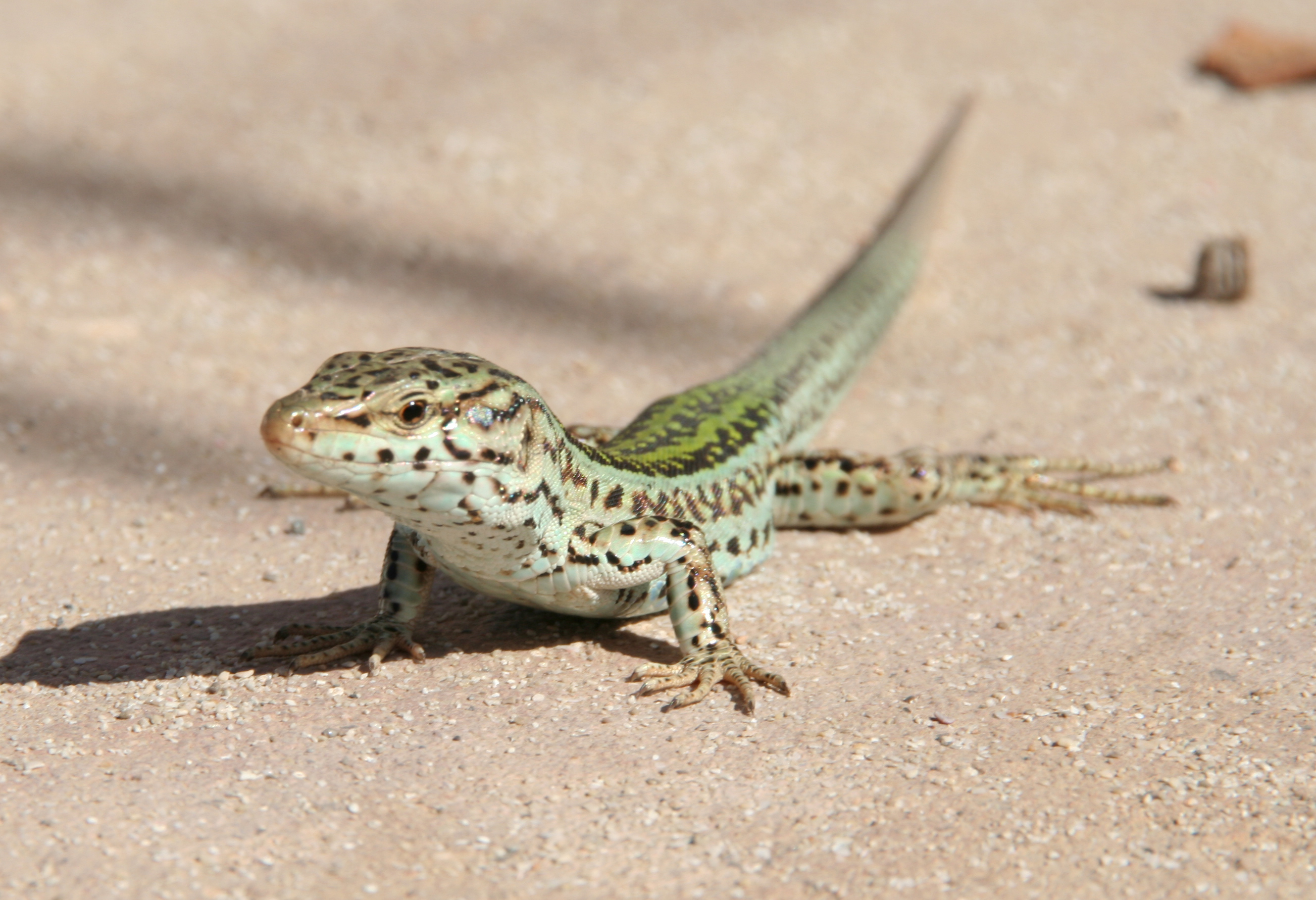
Pityusen-Eidechse

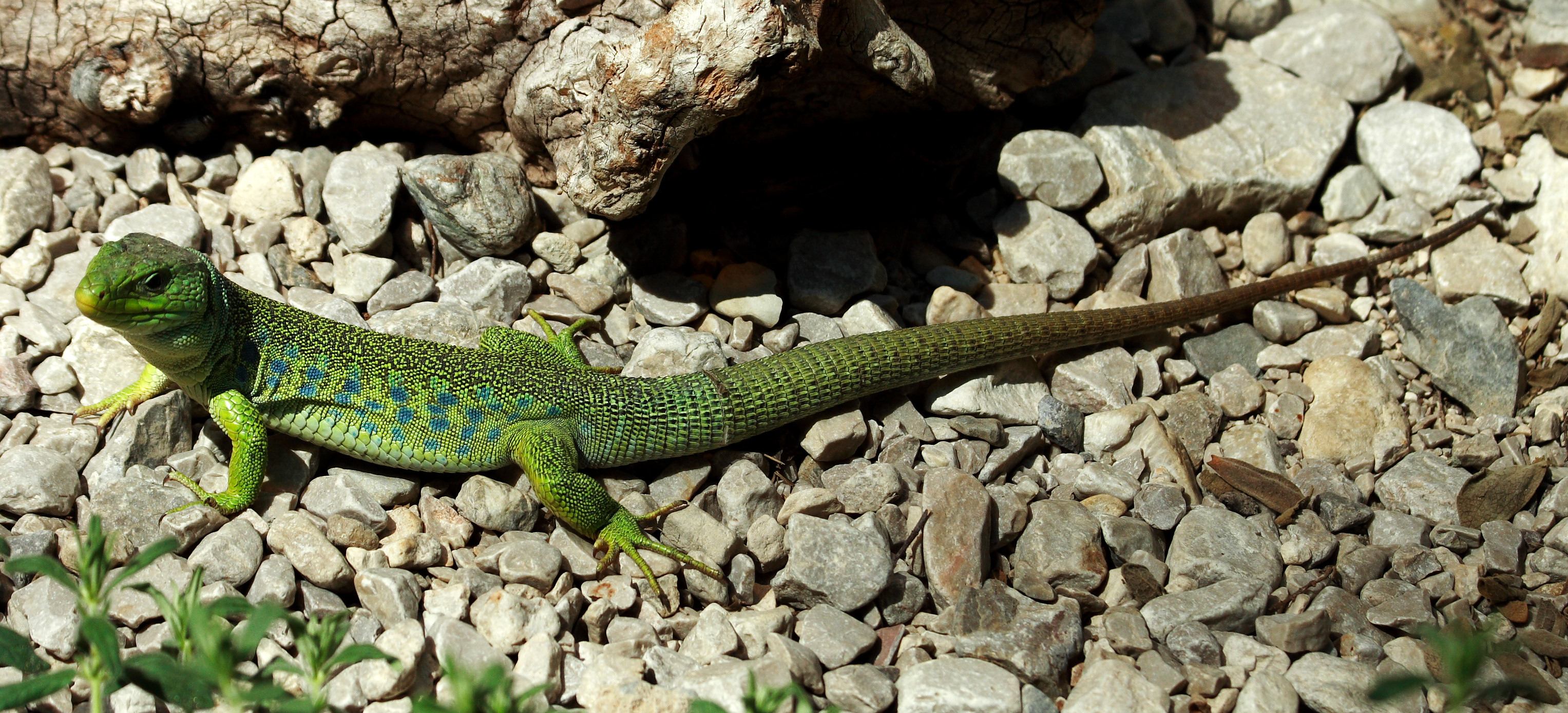
Perleidechse

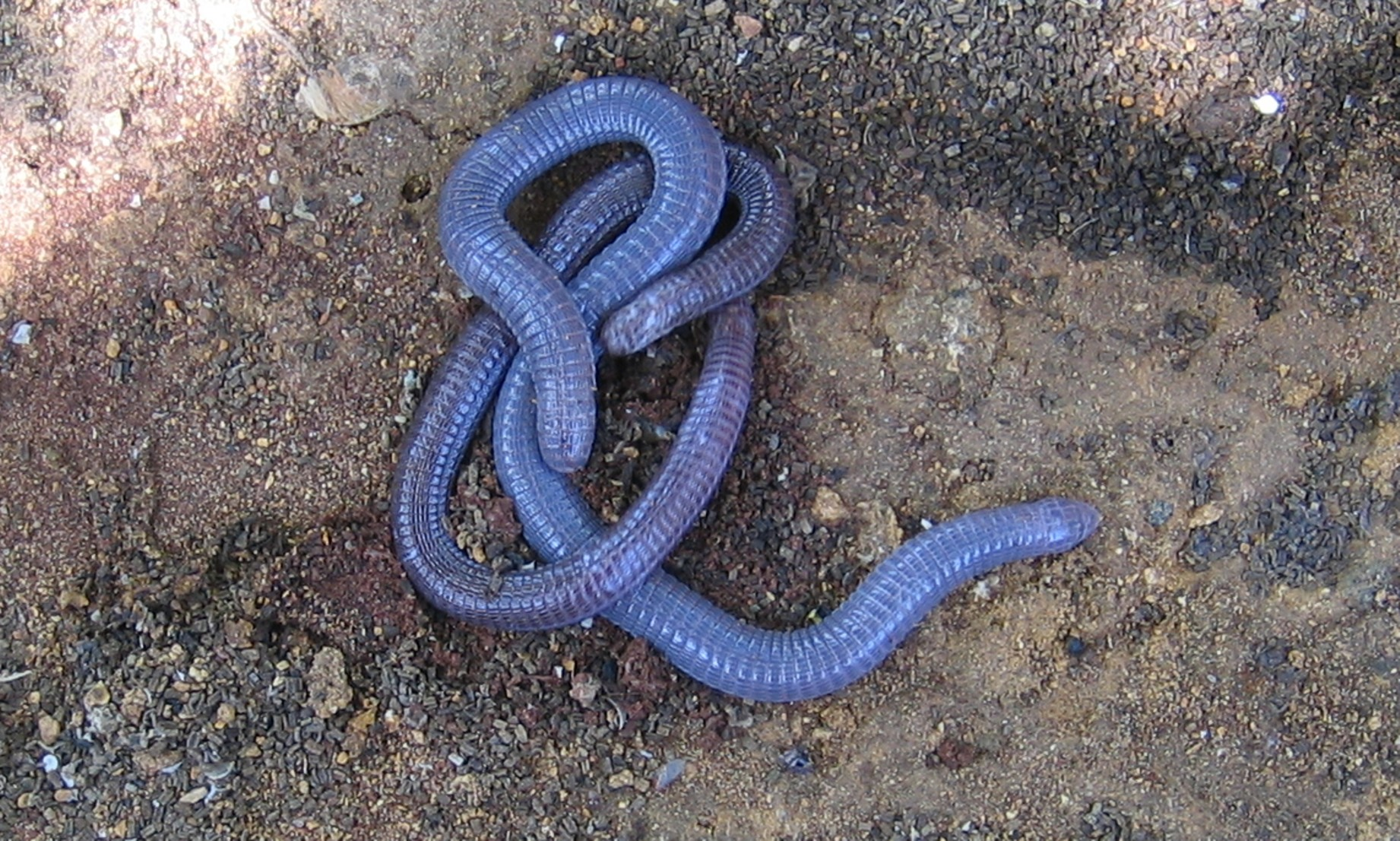
Maurische Netzwühlen

### Geckoartige
- Kaspischer Geradfingergecko (Alsophylax pipiens)
- Europäischer Blattfinger (Euleptes europaea)
- Europäischer Halbfinger (Hemidactylus turcicus)
- Kreta-Nacktfinger (Mediodactylus bartoni)
- Östlicher Nacktfingergecko (Mediodactylus danilewskii)
- Ägäischer Nacktfinger (Mediodactylus kotschyi)
- Dodekanes-Nacktfingergecko (Mediodactylus oertzeni)
- Nordostafrikanischer Mauergecko (Tarentola fascicularis)
- Mauergecko (Tarentola mauritanica)
- Turkestanischer Bogenfingergecko (Tenuidactylus bogdanovi) (eingeschleppt nach Odessa)
- Kaspischer Bogenfingergecko (Tenuidactylus caspius)

### Agamen und Chamäleons
- Afrikanisches Chamäleon (Chamaeleo africanus)
- Gewöhnliches Chamäleon (Chamaeleo chamaeleon)
- Kaukasus-Agame (Paralaudakia caucasia)
- Gefleckter Krötenkopf (Phrynocephalus guttatus)
- Sonnengucker (Phrynocephalus helioscopus)
- Bärtiger Krötenkopf (Phrynocephalus mystaceus)
- Hardun (Stellagama stellio)
- Steppenagame (Trapelus sanguinolentus) (Dagestan)

### Schleichen
- Peloponnes-Blindschleiche (Anguis cephallonicus)
- Östliche Blindschleiche (Anguis colchica)
- Westliche Blindschleiche (Anguis fragilis)
- Griechische Blindschleiche (Anguis graeca)
- Italienische Blindschleiche (Anguis veronensis)[1]
- Scheltopusik (Pseudopus apodus)

### Skinke
- Johannisechse (Ablepharus kitaibelii)
- Iberischer Walzenskink (Chalcides bedriagai)
- Italienische Erzschleiche (Chalcides chalcides)
- Gefleckter Walzenskink (Chalcides ocellatus)
- Westliche Erzschleiche (Chalcides striatus)
- Berberskink (Eumeces schneideri) (Dagestan)
- Gesprenkelter Schlangenskink (Ophiomorus punctatissimus)
- Goldmabuye (Trachylepis aurata), Rhodos (ehemals Mabuya aurata)

### Eidechsen
- Europäischer Fransenfinger (Acanthodactylus erythrurus)
- Zwerg-Kieleidechse (Algyroides fitzingeri)
- Spanische Kieleidechse (Algyroides marchi)
- Peloponnesische Kieleidechse (Algyroides moreoticus)
- Pracht-Kieleidechse (Algyroides nigropunctatus)
- Nordwestanatolische Eidechse (Anatololacerta anatolica) (Samos)
- Anatolische Felseneidechse (Anatololacerta danfordi) (Inseln der östlichen Ägäis)
- Südwestanatolische Eidechse (Anatololacerta oertzeni)
- Tyrrhenische Gebirgseidechse (Archaeolacerta bedriagae)
- Dalmatinische Spitzkopfeidechse (Dalmatolacerta oxycephala)
- Alpine Felseidechse (Darevskia alpina)
- Armenische Felseidechse (Darevskia armeriaca)
- Brauners Felseidechse (Darevskia brauneri)
- Kaukasische Felseidechse (Darevskia caucasica)
- Dagestanische Felseidechse (Darevskia daghestanica)
- Artviner Felseidechse (Darevskia derjugini)
- Krim-Felseidechse (Darevskia lindholmi)
- Westliche Wieseneidechse (Darevskia pontica)
- Kaukasische Wieseneidechse (Darevskia praticola)
- Kielschwanz-Felseidechse (Darevskia rudis)
- Felseidechse (Darevskia saxicola)
- Schwarzmeer-Felseidechse (Darevskia szczerbaki)
- Montenegro-Spitzkopfeidechse (Dinarolacerta montenegrina)
- Mosoreidechse (Dinarolacerta mosorensis)
- Steppenrenner (Eremias arguta)
- Schneller Wüstenrenner (Eremias velox) (Dagestan)
- Griechische Spitzkopfeidechse (Hellenolacerta graeca)
- Aran-Gebirgseidechse (Iberolacerta aranica) (Val d’Aran)
- Aurelios Gebirgseidechse (Iberolacerta aurelioi)
- Pyrenäen-Gebirgseidechse (Iberolacerta bonnali)
- Spanische Gebirgseidechse (Iberolacerta cyreni)
- Galans Gebirgseidechse (Iberolacerta galani)[2]
- Kroatische Gebirgseidechse (Iberolacerta horvathi)
- Martinez-Rica-Gebirgseidechse (Iberolacerta martinezricai)
- Iberische Gebirgseidechse (Iberolacerta monticola)
- Zauneidechse (Lacerta agilis)
- Westliche Smaragdeidechse (Lacerta bilineata)
- Tinos-Riesensmaragdeidechse (Lacerta citrovittata) (Tinos)
- Rhodos-Riesensmaragdeidechse (Lacerta diplochondrodes)
- Östliche Riesensmaragdeidechse (Lacerta media)
- Iberische Smaragdeidechse (Lacerta schreiberi)
- Kaspische Smaragdeidechse (Lacerta strigata)
- Westliche Riesensmaragdeidechse (Lacerta trilineata)
- Östliche Smaragdeidechse (Lacerta viridis)
- Europäisches Schlangenauge (Ophisops elegans)
- Bocages Mauereidechse (Podarcis bocagei)
- Carbonell-Mauereidechse (Podarcis carbonelli)
- Kreta-Mauereidechse (Podarcis cretensis)
- Kykladen-Mauereidechse (Podarcis erhardii)
- Malta-Mauereidechse (Podarcis filfolensis) (Malta & Gozo)
- Skyros-Mauereidechse (Podarcis gaigeae) (Skyros)
- Podarcis guadarramae
- Spanische Mauereidechse (Podarcis hispanicus)
- Pori-Mauereidechse (Podarcis levendis)
- Balearen-Mauereidechse (Podarcis lilfordi)
- Katalanische Mauereidechse (Podarcis liolepis)
- Podarcis lusitanicus
- Adriatische Mauereidechse (Podarcis melisellensis)
- Milos-Mauereidechse (Podarcis milensis) (Milos)
- Mauereidechse (Podarcis muralis)
- Peloponnes-Mauereidechse (Podarcis peloponesiacus)
- Pityusen-Eidechse (Podarcis pityusensis)
- Äolische Mauereidechse (Podarcis raffonei) (Liparische Inseln)
- Ruineneidechse (Podarcis siculus)
- Taurische Mauereidechse (Podarcis tauricus)
- Tyrrhenische Mauereidechse (Podarcis tiliguerta)
- Südiberische Mauereidechse (Podarcis vaucheri)
- Zentraliberische Mauereidechse (Podarcis virescens)
- Sizilianische Mauereidechse (Podarcis waglerianus)
- Algerischer Sandläufer (Psammodromus algirus)
- Ostiberischer Sandläufer (Psammodromus edwarsianus)
- Zentralspanischer Sandläufer (Psammodromus hispanicus)
- Westiberischer Sandläufer (Psammodromus occidentalis)
- Madeira-Mauereidechse (Teira dugesii) (Hafen von Lissabon)
- Brilleneidechse (Scelarcis perspillata) (Menorca bei Ciutadella)
- Perleidechse (Timon lepidus)
- Betische Perleidechse (Timon nevadensis)
- Böhmes Waldeidechse (Zootoca carniolica)
- Waldeidechse (Zootoca vivipara)

### Doppelschleichen
- Maurische Netzwühle (Blanus cinereus)
- Südwestiberische Netzwühle (Blanus mariae)[3]
- Türkische Netzwühle (Blanus strauchi) (Rhodos, Kos)
- Blanus vandellii

## Schlangen

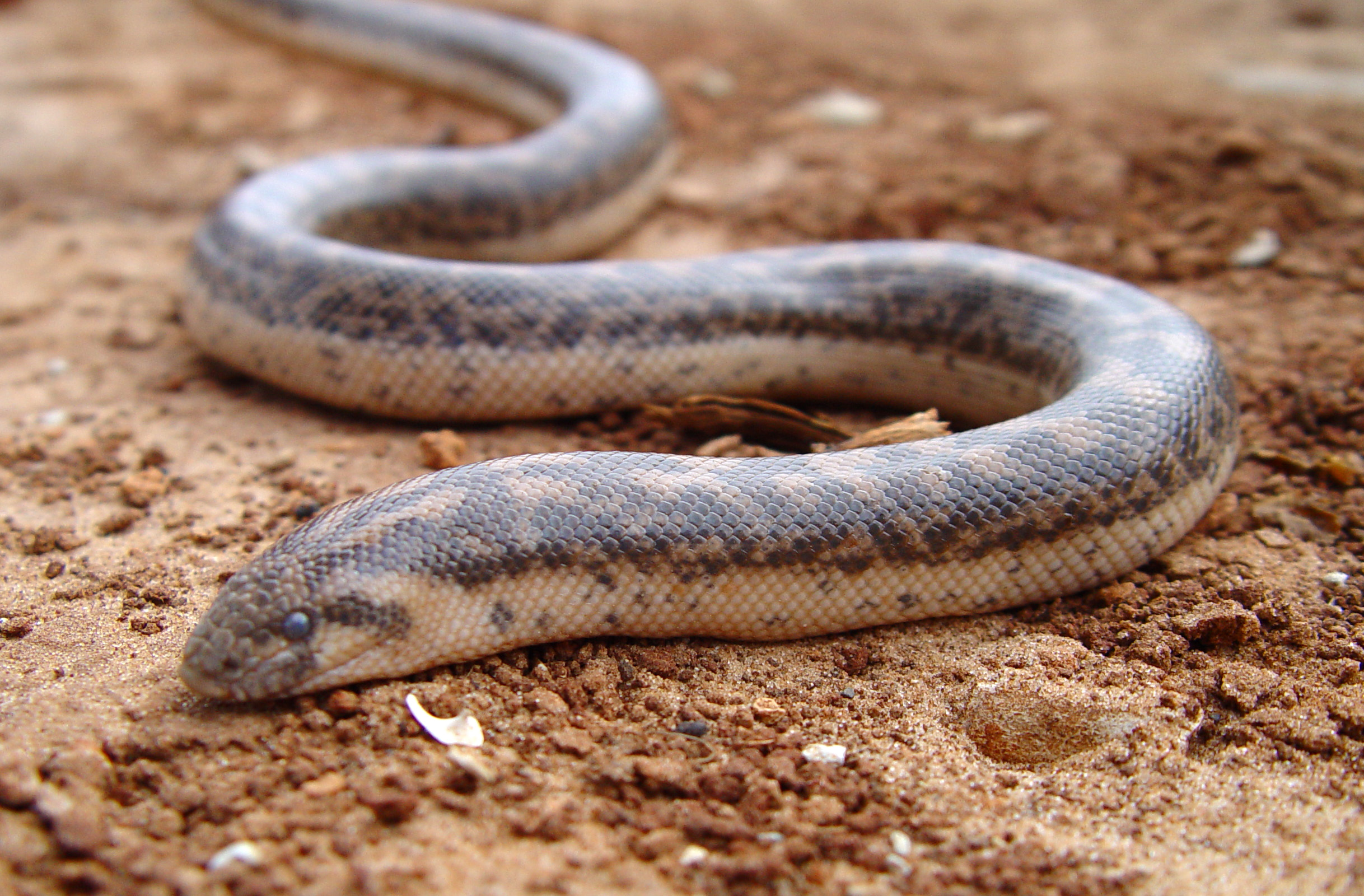
Westliche Sandboa

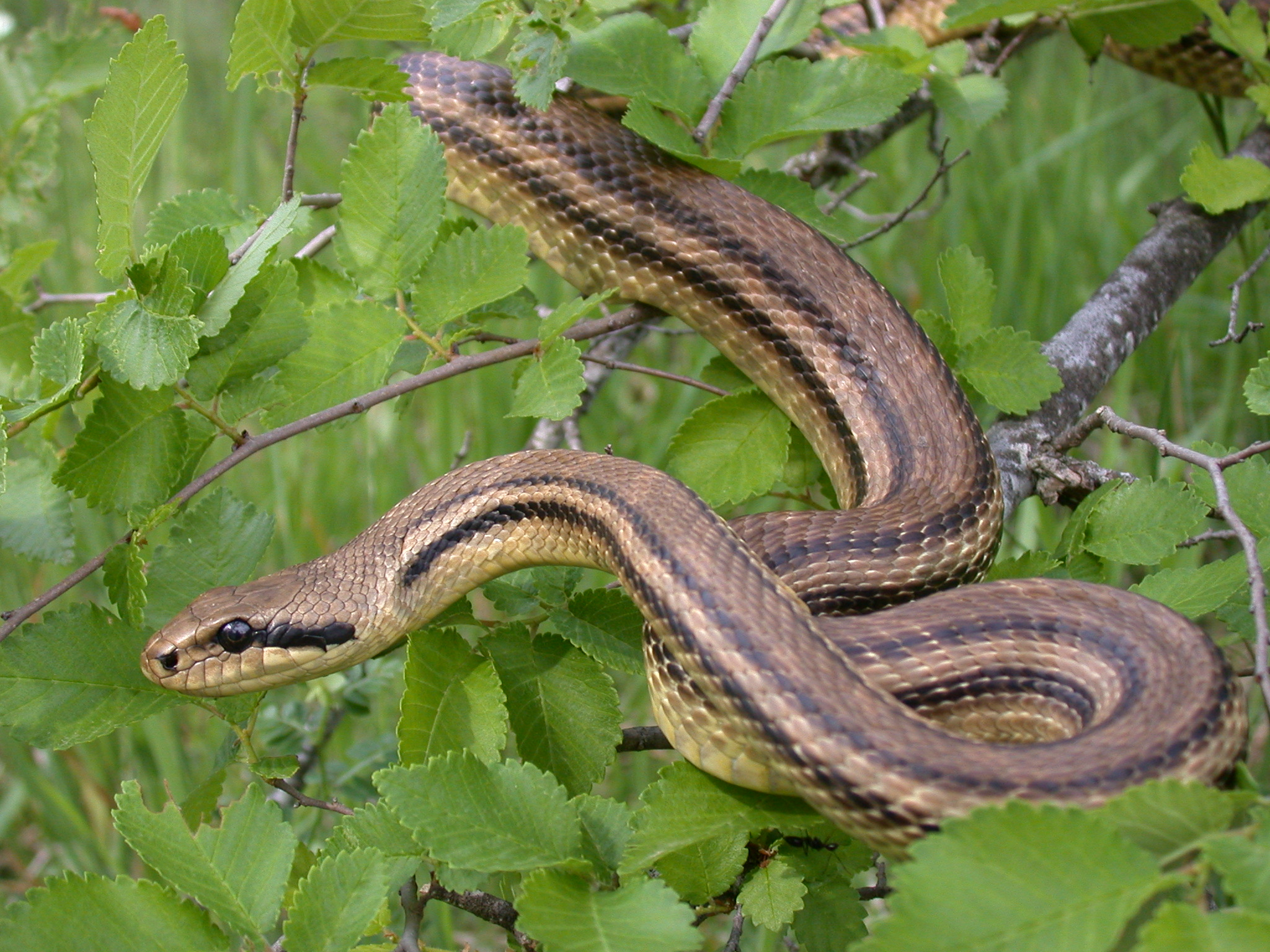
Vierstreifennatter

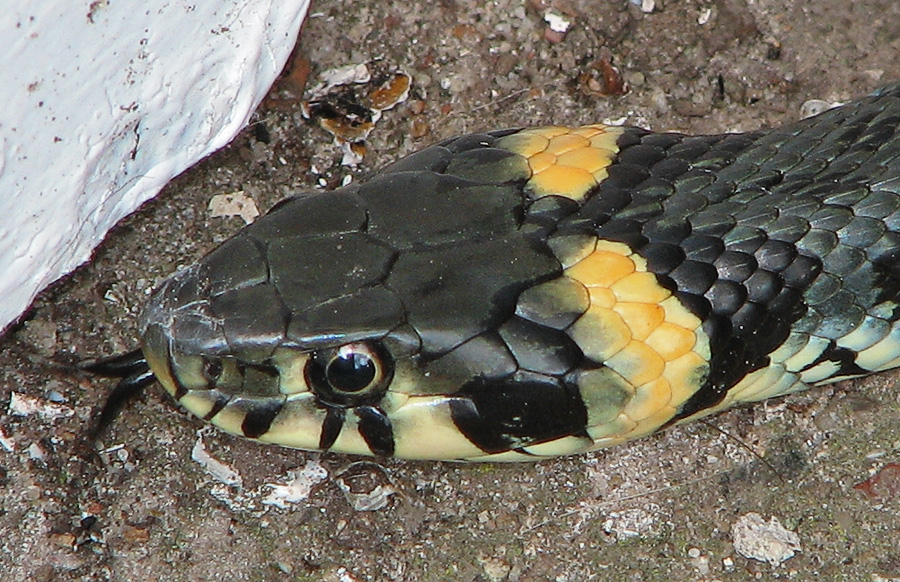
Ringelnatter

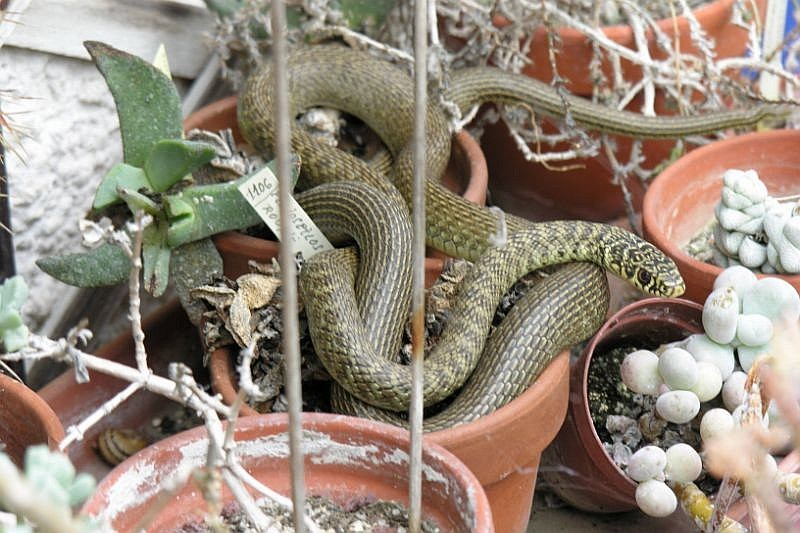
Gelbgrüne Zornnatter

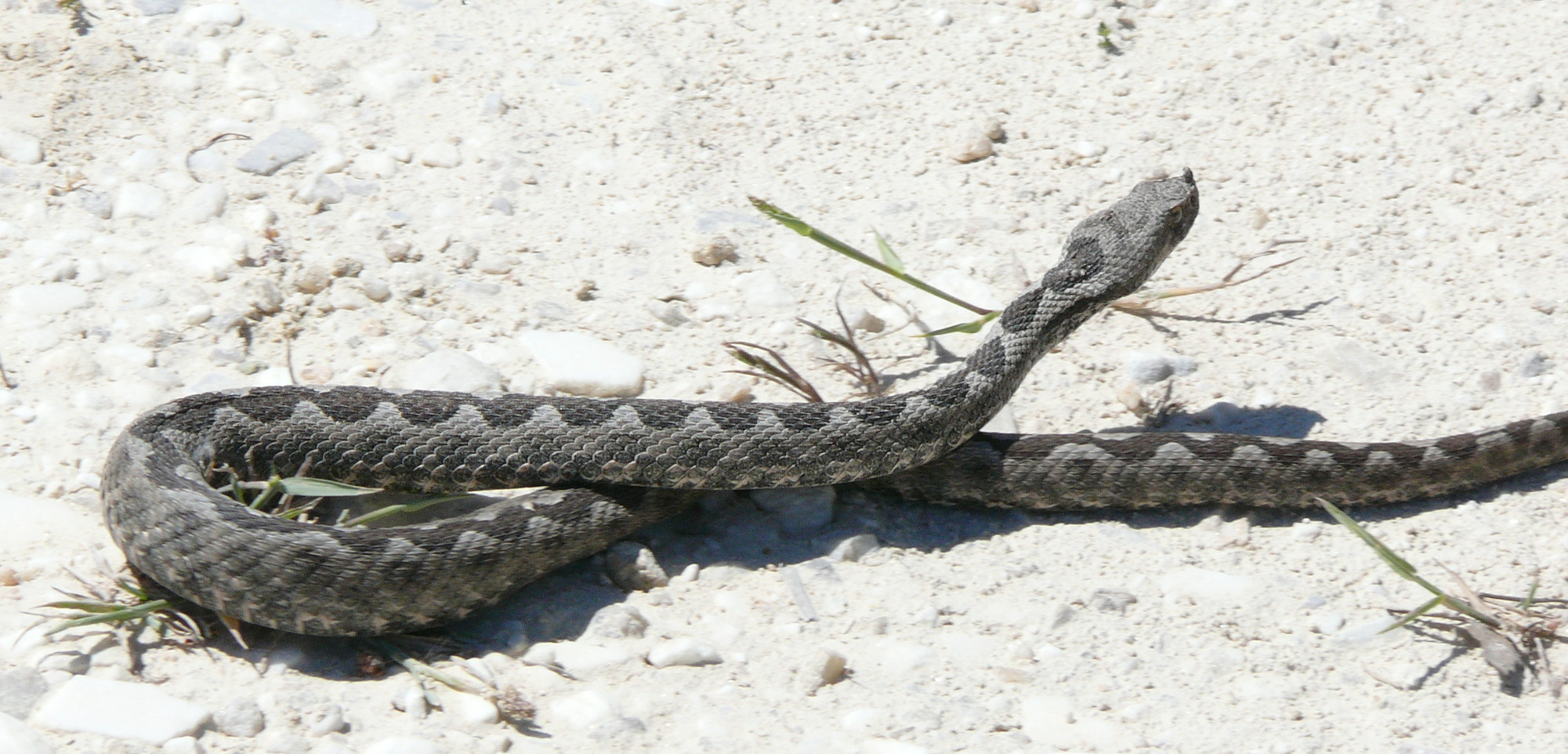
Europäische Hornotter

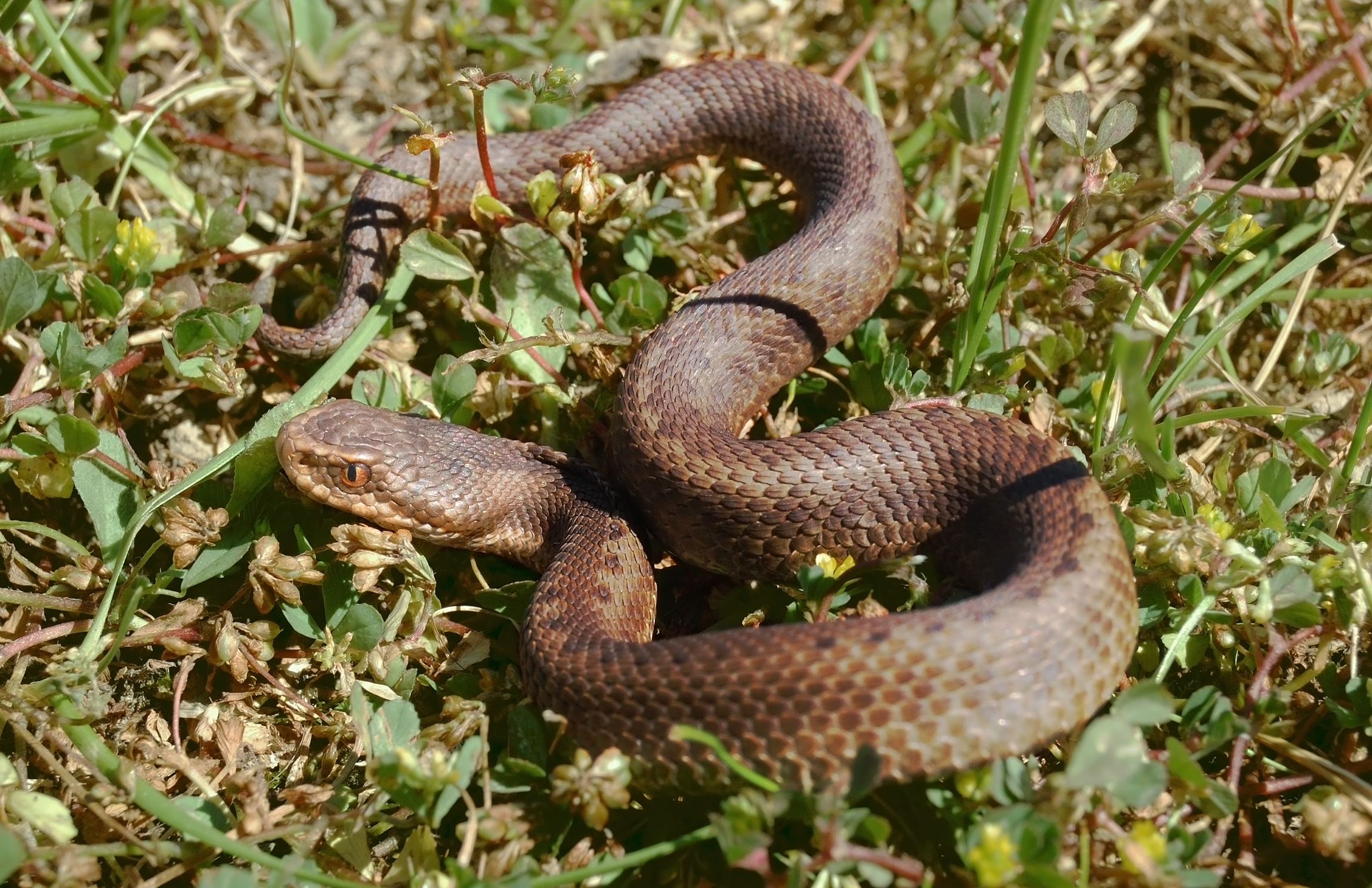
Nordiberische Kreuzotter

### Blindschlangen
- Blumentopfschlange (Indotyphlops braminus), bei Almería
- Wurmschlange (Xerotyphlops vermicularis)

### Boas
- Westliche Sandboa (Eryx jaculus)
- Östliche Sandboa (Eryx miliaris)

### Nattern
- Schlingnatter (Coronella austriaca)
- Girondische Glattnatter (Coronella girondica)
- Balkan-Springnatter (Dolichophis caspius)
- Pfeilnatter (Dolichophis jugularis), Agathonisi
- Schmidts Pfeilnatter (Dolichophis schmidti), Dagestan
- Halsband-Zwergnatter (Eirenis collaris)
- Kopfbinden-Zwergnatter (Eirenis modestus)
- Steppennatter (Elaphe dione)
- Vierstreifennatter (Elaphe quatuorlineata)
- Fleckennatter (Elaphe sauromates)
- Algerische Zornnatter (Hemorrhois algirus), auf Malta, vermutlich eingeschleppt.
- Hufeisennatter (Hemorrhois hippocrepis)
- Münzennatter (Hemorrhois nummifer), Kos, Kalymnos.
- Ravergiers Zornnatter (Hemorrhois ravergieri), Rhodos, Kos.
- Zypern-Schlanknatter (Hierophis cypriensis)
- Balkan-Zornnatter (Hierophis gemonensis)
- Gelbgrüne Zornnatter (Hierophis viridiflavus)
- Iberische Kapuzennatter (Macroprotodon brevis)
- Kapuzennatter (Macroprotodon cucullatus)
- Nordafrikanische Kapuzennatter (Macroprotodon mauritanicus), (Balearen, Lampedusa).
- Östliche Eidechsennatter (Malpolon insignitus)
- Westliche Eidechsennatter (Malpolon monspessulanus)
- Iberische Ringelnatter (Natrix astreptophora)[4]
- Barren-Ringelnatter (Natrix helvetica)[5]
- Vipernatter (Natrix maura)
- Ringelnatter (Natrix natrix)
- Würfelnatter (Natrix tessellata)
- Rötliche Schlanknatter (Platyceps collaris)
- Schlanknatter (Platyceps najadum)
- Treppennatter (Rhinechis scalaris)
- Europäische Katzennatter (Telescopus fallax)
- Transkaukasische Kletternatter (Zamenis hohenackeri)
- Äskulapnatter (Zamenis longissimus)
- Italienische Äskulapnatter (Zamenis lineatus)
- Leopardnatter (Zamenis situla)

### Vipern
- Halysotter (Gloydius halys)
- Levanteotter (Macrovipera lebetina)
- Kykladenviper (Macrovipera schweizeri), Milos, Sifnos, Kimolos, Polyegos.
- Kleinasiatische Bergotter (Montivipera xanthina), Lesbos, Chios, Samos, Patmos, Kalymnos.
- Europäische Hornotter (Vipera ammodytes)
- Aspisviper (Vipera aspis)
- Kreuzotter (Vipera berus)
- Westliche Kaukasusotter (Vipera dinniki)
- Griechische Wiesenotter (Vipera graeca)
- Kaukasusotter (Vipera kaznakovi)
- Stülpnasenotter (Vipera latastei)
- Lotievs Viper (Vipera lotievi)
- Waldsteppenotter (Vipera nikolski)
- Orlovs Viper (Vipera orlovi) (Region Krasnodar)
- Steppenotter (Vipera renardi)
- Nordiberische Kreuzotter (Vipera seoanei)
- Wiesenotter (Vipera ursinii)
- Vipera walser